# Hilarempis longipennis
Hilarempis longipennis är en tvåvingeart som beskrevs av Smith 1967. Hilarempis longipennis ingår i släktet Hilarempis och familjen dansflugor. Inga underarter finns listade i Catalogue of Life.